# Торговля влиянием

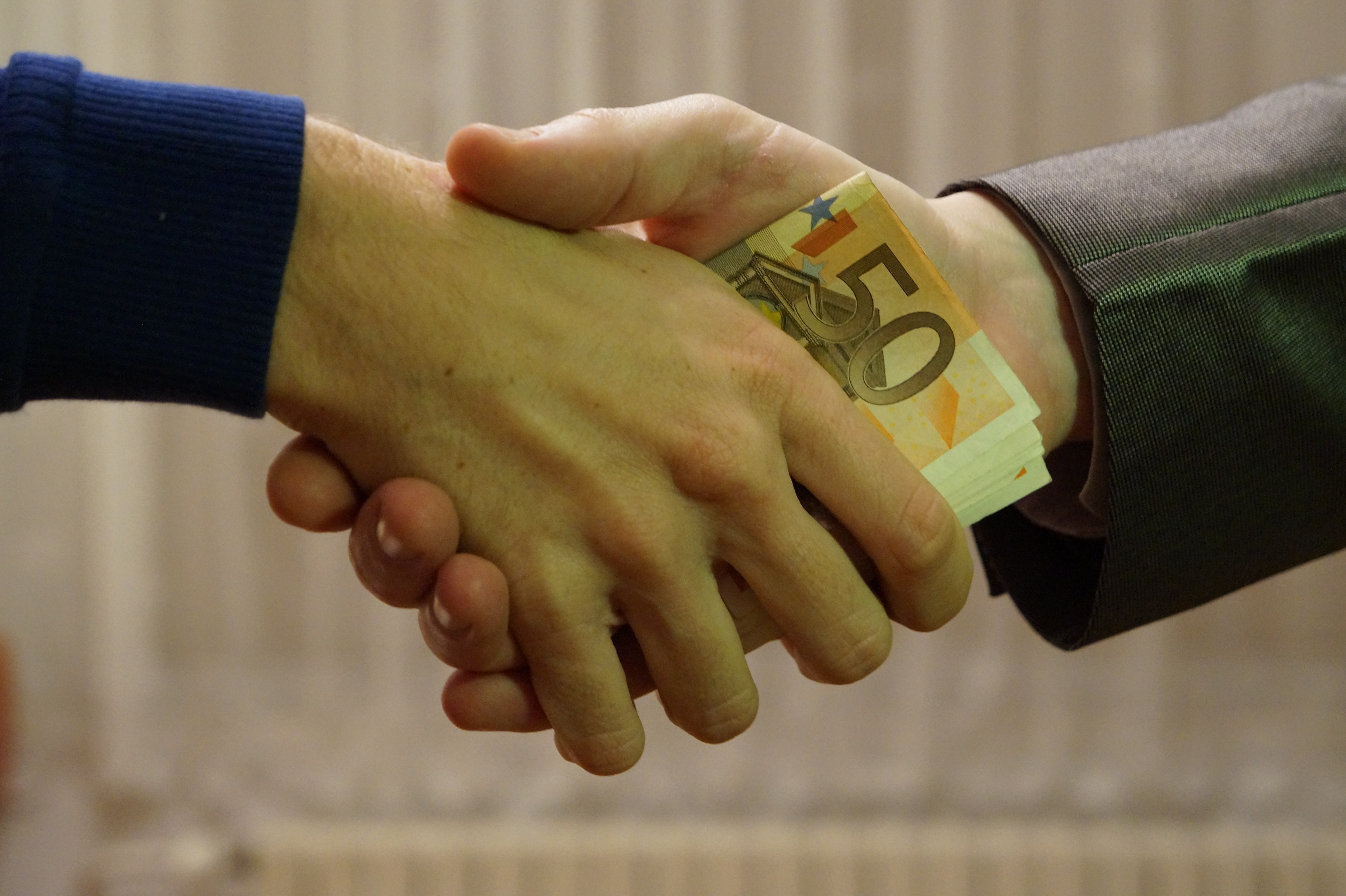
Обмен денег на влияние

Торговля влиянием — практика использования лицом своего влияния в органах государственной власти или связей с властями для получения необоснованных преимуществ или предоставления привилегий другому лицу, как правило, в обмен на вознаграждение.
Торговля влиянием сама по себе не обязательно является незаконной. Организация экономического сотрудничества и развития (ОЭСР) часто использует уточнённый термин «неправомерная торговля влиянием» для обозначения противоправных форм лоббистской деятельности. Однако торговля влиянием, как правило, ассоциируется с коррупцией и потому может подрывать легитимность демократической политики в глазах общественности.
Относится к новым составам коррупционных преступлений и распространяется в национальных правовых системах под влиянием международных актов. Является уголовно наказуемым деянием в Алжире, Бельгии, Венгрии, Испании, Италии, Колумбии, Мексике, Молдове, Перу, Португалии, Франции.

## Виды торговли влиянием
Торговля влиянием подразделяется на активную и пассивную. Активная торговля влиянием охватывает поведение покупателя влияния, тогда как пассивная модель включает действия лица, совершаемые с целью продажи злоупотребления влиянием. Это разделение отражено в Конвенции ООН против коррупции.

## Торговля влиянием в уголовном праве

### Международное регулирование
К международным актам, регулирующим торговлю влиянием, относятся принятая в рамках Совета Европы Конвенция об уголовной ответственности за коррупцию 1999 года (статья 12) и Конвенция ООН против коррупции (статья 18). В русском тексте названных конвенций деяние названо «злоупотреблением влиянием в корыстных целях». Также состав торговли влиянием содержится в Конвенции Африканского союза по предупреждению и борьбе с коррупцией 2003 года в статье 4(1)(f), хотя в ней напрямую не используется термин «торговля влиянием».

### Испания
Пассивная торговля влиянием криминализована в статьях 428—430 уголовного кодекса, при этом активная торговля влиянием не криминализована.

### Россия
Как страна-участница Конвенции об уголовной ответственности за коррупцию 1999 года Россия в том числе обязалась ввести уголовную ответственность за торговлю влиянием. В 2017 году в России рассматривался законопроект о введении уголовной ответственности за торговлю влиянием, однако он был снят с рассмотрения. Торговля влиянием не влечёт уголовно-правовых последствий и распространена в исполнительной власти страны. 1 июля 2023 года Россия вышла из конвенции, и, согласно официальному сообщению МИД России, её действие в отношениях страны с другими участниками конвенции было прекращено.

## Известные примеры
В декабре 2008 года Род Благоевич, занимавший должность губернатора Иллинойса, был обвинён в торговле влиянием за попытку продать место в Сенате США, освободившееся после избрания Барака Обамы президентом. В 2011 году Благоевич был признан виновным и приговорён к 14 годам лишения свободы. В феврале 2020 года президент Дональд Трамп смягчил Блогоевичу наказание, а в 2025 году помиловал его.
9 декабря 2016 года Национальное собрание Южной Кореи объявило импичмент президенту Пак Кын Хе по обвинениям, связанным с торговлей влиянием, в которой участвовала её ближайшая помощница Чхве Сун Силь.